# Tour D2
A Tour D2 felhőkarcoló a párizsi La Défense üzleti központban.Courbevoie önkormányzathoz tartozik. 
Ez az épület a 2015-ös ArchiDesignClub Awards nyertese az irodai és kiskereskedelmi kategóriákban.